# 4645-ös mellékút (Magyarország)
A 4645-ös számú mellékút egy rövid, kevesebb, mint öt kilométer hosszú, négy számjegyű mellékút Békés vármegye területén; Örménykút és Kardos településeket köti össze egymással, illetve a térséget feltáró két fontosabb útvonallal, a 44-es főúttal és a 4641-es úttal.

## Nyomvonala
A 4641-es útból ágazik ki, annak 22+550-es kilométerszelvénye táján, Örménykút lakott területétől kevéssel északra. Délnyugati irányban indul, és alig 200 méter után eléri a település házait, melyek közt a Dózsa György utca nevet veszi fel. Szinte pontosan egy kilométernyi hosszban húzódik a község belterületén, majd külterületre érve egy kicsit délebbi irányt vesz. 2,8 kilométer után lép át Kardos területére, de ezután is változatlan irányban folytatódik. Így is ér véget, nem messze a kardosi belterület északi szélétől, beletorkollva a 44-es főútba, kicsivel annak 89. kilométere után.
Teljes hossza, az országos közutak térképes nyilvántartását szolgáló kira.gov.hu adatbázisa szerint 4,493 kilométer.

## Települések az út mentén
- Örménykút
- Kardos